# 厚唇丽鱼属
厚唇麗魚屬，是條鰭魚綱䲁形目麗魚科下的一個屬。

## 分類
本屬屬於褶唇麗魚亞科，目前被認可的種如下：
- 斜陡厚唇麗魚 Iodotropheus declivitas
- 施氏厚唇麗魚 Iodotropheus sprengerae
- 斯氏厚唇麗魚 Iodotropheus stuartgranti